# Конгрегация (Римская курия)
Конгрега́ция, или Свяще́нная конгрегация (лат. Sacrum Congregatio) — упразднённые учреждения, которые входили в состав Римской курии, которое является центральным органом управления Римско-католической церковью и Ватиканом. Римские конгрегации были своеобразными ватиканскими «министерствами», главными ведомства курии.
Впервые конгрегации созданы в XVI веке, но только в апостольской конституции Immensa, выпущенной Папой Сикстом V, они стали центральными органами управления Римской курии. Первоначально их было пятнадцать, но постепенно их количество увеличивалось до двадцати. В 1908 году Пий X выпустил апостольскую конституцию Sapienti consilio, в которой сократил количество конгрегаций до двенадцати. В 1967—1968 годы Павел VI сократил их до девяти. Это число существовало до 2022 года.
До 1983 года конгрегации носили название «Священные». Но Иоанн Павел II упразднил это название. Во главе конгрегации стоял префект, которому помогали секретарь или вице-префект в сане титулярного епископа или титулярного архиепископа. Также была должность заместителя секретаря. У каждой конгрегации был свой утверждённый штат сотрудников. Должность префекта конгрегации кардинальская, то есть префект, возглавляющий конгрегацию, должен был быть кардиналом, за редким исключением.
Конгрегации упразднены 5 июня 2022 года введением апостольской конституции «Praedicate Evangelium».

## Список существовавших конгрегаций
- Священная конгрегация апостольского визита;
- Священная конгрегация Индекса;
- Священная конгрегация церемониала;
- Священная конгрегация обрядов;
- Священная конгрегация чрезвычайных церковных дел;
- Священная конгрегация собора;
- Священная конгрегация индульгенций и священных реликвий;
- Священная конгрегация здравоохранения;
- Священная конгрегация церковного иммунитета;
- Конгрегация доктрины веры;
- Конгрегация по делам епископов;
- Конгрегация по делам духовенства;
- Конгрегация по делам восточных церквей;
- Конгрегация евангелизации народов;
- Конгрегация католического образования;
- Конгрегация по канонизации святых;
- Конгрегация богослужения и дисциплины таинств;
- Конгрегация по делам институтов посвящённой жизни и обществ апостольской жизни.